# Àngels Moll i Esquerra
Àngels Moll i Esquerra (Barcelona, 9 de setembre de 1944) és una actriu de teatre i televisió catalana. Vídua del productor Sergi Schaaff i Casals, és mare d'Abigail i Anaïs Schaaff. L'any 1983 fou guardonada amb el Premi Margarida Xirgu. Va participar en la primera emissió de TV3, el 10 de setembre de 1983; va ser la segona cara que va aparèixer a la pantalla, després de Joan Pera.

## Teatre
- 1965. Història d'un mirall de Cecília A. Màntua. Companyia de Comèdies de Mario Cabré. Estrenada al teatre Romea de Barcelona.
- 1970. El cepillo de dientes de Jorge Díaz. Direcció de Sergi Schaaff. Estrenada al Teatre CAPSA de Barcelona.
- 1972, maig. Una guerra en cada esquina de Luis Matilla. Direcció: Antoni Chic. Estrenada al teatre CAPSA de Barcelona.
- 1981. Revolta de bruixes de Josep Maria Benet i Jornet.

## Televisió
- 1982. Vídua, però no gaire
- 1995. Rosa, en el personatge d'Olga
- 1998. Laberint d'ombres, en el personatge de Concepció Santjust
- 2003. 16 dobles, en el personatge de Nadia
- 2005. L'un per l'altre, en el personatge de la Baronessa Pom Plissen
- 2005. El cor de la ciutat, en el personatge d'Antònia Subirós
- 2010. Ventdelplà, en el personatge de Maria